# Sacerdos et Pontifex
Sacerdos et Pontifex (« Prêtre et Pontife ») est une antienne chrétienne ayant inspiré des œuvres musicales. 

## Le texte
« Sacerdos et Pontifex
et virtutum opifex
pastor bone in populo
sic placuisti Domino. »
« Ô pasteur et évêque,
Qui accomplit toutes vertus,
Bon berger de ton peuple,
Prie le Seigneur pour nous. »
On y ajoute un Alléluia pendant le temps pascal.

## Orthodoxie et Catholicisme
Dans la liturgie orthodoxe et la liturgie catholique, cette antienne est chantée lors d'une visite épiscopale dans une paroisse. Au début de l'office, le prélat est accueilli par une procession ; on lui présente une croix sur laquelle il dépose un baiser, puis on chante l'antienne. 
En principe, en tant qu'antienne, elle introduit un psaume, qui peut-être le psaume 22 Dominus regit me, ou bien un cantique, notamment le Cantique de Zacharie, ou Benedictus. On peut éventuellement aussi enchaîner avec le graduel Ecce sacerdos magnus (Voici le grand prêtre...).

## Œuvres musicales
L'antienne Sacerdos et Pontifex a été mise en musique par d'assez nombreux compositeurs, parmi lesquels (liste non exhaustive) :

### Motets
- Antienne grégorienne : Sacerdos et Pontifex.
- Cristóbal de Morales (ca1500-1553), Sacerdos et Pontifex pour quatre voix mixtes a cappella, en Ut majeur.
- Andrea Gabrieli (1533-585), Sacerdos et Pontifex 1576.
- August Wiltberger (de) (1850-1928), "Sacerdos et Pontifex" für 4-stimmigen gemichten Chor (quatre voix mixtes).
- Marie-Joseph Erb (1858-1944) :  : Sacerdos et Pontifex à 4 voix mixtes, 1925, éd Union Sainte Cécile, 1947 ;
- Marie-Joseph Erb (1858-1944) : Sacerdos et Pontifex à 4 voix d'hommes et orgue, ou harmonium, dédié à Joseph Kuntz, éd. 1925, F. X. Le Roux (Strasbourg).
- Federico Caudana (1878-1963), Sacerdos et Pontifex pour 3 voix, (alto, ténors, basses) et orgue ou harmonium, en ré majeur.
- Joseph Schneider[3] (1892-1959) : Tu es petrus, Sacerdos et Pontifex 1950 [4], à quatre voix d'hommes (Caecilia. Strasbourg. Supplément musical ; n° 69, mars/avril 1950)
- Jean Langlais  (1907-1991): Tu es petrus, Sacerdos et Pontifex, 1959 [5],  pour 1 voix, orgue, 2 trompettes ad lib. (Pro Organo)
- James Thomas : Sacerdos et Pontifex, for chorus and organ : This Holy Temple. St. Edmundsbury Cathedral Choir, 2009.
- Krzysztof Duda, Sacerdos et Pontifex, 2017.

### Messes
- Léon Thomas : Missa Sacerdos et Pontifex, à trois voix d'hommes avec accompagnement d'orgue (1935) "[6].

## Discographie et enregistrements
(Liste non exhaustive)
- Antienne grégorienne : Francesco Foggia (1604-1688), "Psalmodia vespertina",chœur Capella Antiqua, label DivoxAntiqua, 2003.
- James Thomas : Sacerdos et Pontifex, for chorus and organ : This Holy Temple. St. Edmundsbury Cathedral Choir, 2009 ; REGCD295.